# Phytoterapi
 Der er for få eller ingen kildehenvisninger i denne artikel, hvilket er et problem. Du kan hjælpe ved at angive troværdige kilder til de påstande, som fremføres i artiklen.

Phytoterapi er en alternativ behandling med ekstrakter, urtete, kapsler, tabletter, cremer og omslag.Behandlingen påstår at virke ved at stimulere kroppens organer, samtidig med at kroppens egne helbredende kræfter understøttes. 

## Etymologi
Ordet phytoterapi kommer af de græske ord phyto, der betyder plante og terapi der betyder behandling, altså behandling ved hjælp af planter.